# Tres noches de locura
Tres noches de locura es una película de drama y suspenso mexicana de 1970, dirigida por José María Fernández Unsaín y protagonizada por Jacqueline Andere, Fanny Cano y Maricruz Olivier.

## Argumento
En la cinta se narran las historias de tres mujeres (Ana, Lucía y Luisa) que están internadas en un hospital psiquiátrico y los motivos que las llevaron allí:

### Ana
Ana (Jacqueline Andere) es una dulce muchacha que trabaja como traductora pero que se siente fea y menospreciada por culpa de un accidente en el cual fallecieron sus padres hasta que ella se enamora de Jorge, un abogado quien consigue superarle esos traumas y ambos terminan enamorándose.
Lo que Ana no sabe es que Jorge, en realidad, es homosexual y sólo quiere casarse con ella para cubrir las apariencias -principalmente ante su dominante madre- y, así las cosas, una nueva tragedia se presenta el día de la boda cuando Ana termina siendo plantada frente al altar, hundiéndola en la locura.

### Lucía
Lucía (Fanny Cano) es una chica quien trabaja en una empresa como la secretaria de Alfredo, el gerente de la misma, sustituyendo a una amiga suya que dejó ese cargo para casarse. Alfredo termina enamorándola y, poco después, la pareja termina comprometiéndose.
Sin embargo, Lucía es en realidad una trepadora social que lo único que busca es utilizar a los hombres con su belleza ya que cuando conoce a Ernesto, el presidente de la compañía (quien es el jefe de su prometido), ella inmediatamente comienza a seducirlo y no vacila en romper con Alfredo hasta que, el día de la boda, el exnovio de Lucía la secuestra llevándola a una cabaña abandonada en un bosque, donde pagará muy cara su ambición al ser violada por cuatro vagabundos, ante la complaciente presencia del despechado Alfredo.

### Luisa
Luisa (Maricruz Olivier) es una mujer madura casada con David, un próspero empresario, quien después de varios años de feliz matrimonio acepta por fin darle el anhelado hijo a su marido pero, por desgracia, unos días después el bebé es secuestrado por Eva y su amante, dos delincuentes que se hacen pasar por empleados domésticos de la casa, quienes de inmediato exigen un rescate de 300 mil pesos y que no avisen a la policía, de no ser así amenazan con matar al bebé.
Durante la espera de que su marido reúna la cantidad solicitada por los delincuentes y la posterior entrega del niño, Luisa vive la noche más terrible de su vida aunado al hecho que, en medio de su desesperación, comienza a reflexionar acerca de su actitud egoísta de no haber querido ser madre hasta que la pareja tuviese una envidiable situación económica pero también de cómo ese niño que ahora tanto ama y extraña, en realidad no había sido deseado por ella, pues solo lo tuvo para complacer a su marido, por lo que ahora decide amar a su hijo pero, por desgracia, el destino terminará dándole una cruel lección a la arrepentida Luisa, ya que el bebé falleció poco antes de ser rescatado por David.

## Reparto

### Ana
- Jacqueline Andere ... Ana
- Enrique Álvarez Félix ... Jorge
- Félix González ... Dr. Lugo, el jefe de Ana
- Hortensia Santoveña ... Madre de Jorge

### Lucía
- Fanny Cano ... Lucía
- Armando Acosta ... Violador de Lucía
- Julián Pastor ... Alfredo
- Jacqueline Fellay ... Amiga de Lucía
- Guillermo Zetina ... Don Ernesto

### Luisa
- Maricruz Olivier ... Luisa
- David Reynoso ... David
- Gilberto Román ... Amante de Eva
- María Eugenia San Martín ... Eva